# GP2アジアシリーズ
GP2アジアシリーズ（GP2 Asia Series）は、2008年から2011年にかけてアジア圏で開催されていた、モータースポーツのカテゴリーGP2のアジア版。

## 概要
2007年モナコグランプリでGP2アジアシリーズの開催が発表された.。北半球の自動車レースがほぼオフシーズンに入る冬季に開催されるレースということで、シリーズ開始当初は同じく冬季に開催されていたA1グランプリに対抗するカテゴリーという側面もあった。
2008年は1月から4月までに5戦が開催された。この内、マレーシアとバーレーンはF1のサポートレースとして行われる。また、サポートイベントとして、元F1ドライバー等によるスピードカー・シリーズが開催された。
2009年シリーズは、2008年10月17日から19日に行われるF1中国GPのサポートレースとして開幕を迎える事から、シリーズ名称を「2008_2009 GP2アジアシリーズ」とした。
エントラントは基本的にメインシリーズと同様であるが、スペインのレーシング・エンジニアリングだけが参加しておらず、変わってマレーシアのメリタスが参戦している。
マシン・エンジンは、2009 - 2010シーズンまではメインシリーズの中古車である「GP2/05」を使用していたが、2010 - 2011シーズンからメインシリーズと同じ「GP2/11」を使用している。またエンジンライフを伸ばす事を目的に、エンジンの最高回転数は8,250rpmに抑えられている。
当初、主催者はシリーズの活性化を目的に、参戦チームに対して最低1名のアジア人ドライバーの起用を求めたものの、アジア圏における有力ドライバーの不足から「ヨーロッパ圏外のドライバー起用」へ緩和される事となった。が、結果的にはヨーロッパ人ドライバー2名でのエントリーにも応じざるを得なくなる等、当初の思惑通りのドライバー起用には結び付いていない。2010 - 2011シーズンは2011年バーレーン騒乱の影響からバーレーンで開催予定だった2イベントが中止となり、代替開催がイタリアのイモラ・サーキットで開かれるなど、『アジア』シリーズとは名ばかりの状況になっていた。
これらの要因から、2011 - 2012シーズンを前に主催者ではアジアシリーズの開催中止を決定。代わりにGP2メインシリーズのシリーズ戦をマレーシア等アジア地域で開催する方針を明らかにした。この結果、アジアシリーズは4年間で開催を終了することになった。

## 2008年
- シリーズ初年度となる2008年シーズンは、ARTグランプリのロマン・グロージャンがシリーズチャンピオンに輝いた。2位はトラスト・チーム・アーデンのセバスチャン・ブエミ、3位はバルワインターナショナル・カンポスチームのヴィタリー・ペトロフである。因みに、マレーシア、セパンサーキットでの第3戦第2レースにて、DAMSの小林可夢偉が日本人初のGP2での優勝を飾った（F3000格式以上のレースカテゴリーとしても日本人初）。

## 2008-2009年
DAMSの小林可夢偉が通算2勝を挙げ、シリーズチャンピオンに輝いた。これは日本人としてF1に次ぐ国際格式でのカテゴリーで初の快挙である。2位に同じくDAMSのジェローム・ダンブロシオ、3位にピケ・グランプリのロルダン・ロドリゲスである。

## シリーズチャンピオン
| 年        | シリーズチャンピオン | 国籍     | 所属チーム                    |
| --------- | -------------------- | -------- | ----------------------------- |
| 2008      | ロマン・グロージャン | フランス | ARTグランプリ                 |
| 2008-2009 | 小林可夢偉           | 日本     | DAMS                          |
| 2009-2010 | ダビデ・バルセッチ   | イタリア | iスポーツ・インターナショナル |
| 2011      | ロマン・グロージャン | フランス | DAMS                          |

| 年        | シリーズチャンピオン          | 国籍     |
| --------- | ----------------------------- | -------- |
| 2008      | ARTグランプリ                 | フランス |
| 2008-2009 | DAMS                          | フランス |
| 2009-2010 | iスポーツ・インターナショナル | イギリス |
| 2011      | DAMS                          | フランス |